# Liste des maires de Béziers

## Liste des maires
| Période          | Période                   | Identité                       | Étiquette                   | Qualité                                                                                       |
| ---------------- | ------------------------- | ------------------------------ | --------------------------- | --------------------------------------------------------------------------------------------- |
| 1790             | 1791                      | Jacques de Buisson             |                             | Ancien Lieutenant Colonel                                                                     |
| 1791             | 1791                      | Jean-Pascal Rouyer             |                             | Homme de loi                                                                                  |
| 1791             | 1792                      | Ignace Brunel                  |                             | Ancien Lieutenant général des Isles sous le vent                                              |
| 1792             | 1795                      | Jean Raimond Sauret            |                             | Homme de loi                                                                                  |
| 1795             | 1795                      | Joachim Valessié               |                             | Avocat                                                                                        |
| 1795             | 1796                      | André Tudier                   |                             | Avocat                                                                                        |
| 1796             | 1796                      | Joseph Gaillac                 |                             | Négociant                                                                                     |
| 1796             | 1797                      | Jean Guibal-Laconquié          |                             | Ingénieur                                                                                     |
| 1797             | 1797                      | André Tudier                   |                             | Avocat                                                                                        |
| 1797             | 1797                      | Mayni                          |                             | Homme de loi                                                                                  |
| 1797             | 1799                      | André Tudier                   |                             | Avocat                                                                                        |
| 1799             | 1799                      | Louis Cabanet                  |                             | Agriculteur                                                                                   |
| 1799             | 1800                      | Barthélémi Ardignac            |                             | Bourgeois                                                                                     |
| 1800             | 1815                      | Jacques Toussaint Donadieu     |                             | Propriétaire                                                                                  |
| 1815             | 1815                      | André Tudier                   |                             | Avocat                                                                                        |
| 1815             | 1815                      | Louis de Sarret de Coussergues |                             | Baron                                                                                         |
| 1815             | 1830                      | Joseph Alban                   |                             | Comte de Neffiès                                                                              |
| 1830             | 1830                      | Jean-Louis Cavalier Mimard     |                             | Administrateur d'hospice                                                                      |
| 1830             | 1830                      | Charles Glouteau               |                             | Propriétaire                                                                                  |
| 1830             | 1837                      | Joseph Octavien Vidal          |                             | Propriétaire                                                                                  |
| 1837             | 1839                      | Louis Gast                     |                             | Marchand mercier                                                                              |
| 1839             | 1839                      | Joseph Pradal                  |                             | Ingénieur                                                                                     |
| 1839             | 1848                      | Jacques André Bernard          |                             | Pharmacien                                                                                    |
| 1848             | 1848                      | Casimir Peret                  |                             | Fabricant d'eau-de-vie                                                                        |
| 1848             | 1848                      | Étienne Sabatier               |                             | Avocat                                                                                        |
| 1848             | 1848                      | Frédéric Donnadieu             |                             | Notaire                                                                                       |
| 1848             | 1849                      | Auguste Fabrégat               |                             | Avocat                                                                                        |
| 1849             | 1856                      | Hippolyte Lognos               |                             | Négociant                                                                                     |
| 1856             | 1858                      | Frédéric Donnadieu             |                             | Notaire                                                                                       |
| 1858             | 1865                      | Auguste Fabrégat               |                             | Avocat                                                                                        |
| 1865             | 1870                      | Maurice Lagarrigue             |                             | Banquier                                                                                      |
| 1870             | 1873                      | Ernest Perréal                 |                             | Médecin                                                                                       |
| 1873             | 1874                      | Paul Devès                     |                             | Avocat                                                                                        |
| 1874             | 1875                      | Ernest Perréal                 |                             | Médecin                                                                                       |
| 1875             | 1876                      | Henri Prax                     |                             | Notaire                                                                                       |
| 1876             | 1877                      | Ernest Perréal                 |                             | Médecin                                                                                       |
| 1877             | 1878                      | Henri Prax                     |                             | Notaire                                                                                       |
| 1878             | 1878                      | Paul Vabre                     |                             | Avoué                                                                                         |
| 1878             | 1881                      | Ernest Perréal                 |                             | Médecin                                                                                       |
| 1881             | 1882                      | Étienne Cazals                 |                             | Propriétaire                                                                                  |
| 1882             | 1884                      | Antoine Barthès                |                             | Propriétaire                                                                                  |
| 1884             | 1884                      | Ernest Vidal                   |                             | Courtier                                                                                      |
| 1884             | 1888                      | Étienne Cazals                 |                             | Propriétaire                                                                                  |
| 1888             | 1892                      | Alphonse Mas                   |                             | Avoué                                                                                         |
| 1892             | 1893                      | Étienne Cazals                 |                             | Propriétaire                                                                                  |
| 1893             | 1900                      | Alphonse Mas                   |                             | Avoué                                                                                         |
| 1900             | 1901                      | Sylva Sicard                   |                             | Médecin                                                                                       |
| 1901             | 1904                      | Alphonse Mas                   |                             | Avoué                                                                                         |
| 1904             | 1907                      | Émile Suchon                   |                             | Industriel                                                                                    |
| 1907             | 1907                      | David Ricateau                 |                             | Avocat                                                                                        |
| 1907             | 1913                      | Henri Pech                     |                             | Tonnelier                                                                                     |
| 1913             | 1917                      | Albert Signoret                |                             | Avocat                                                                                        |
| 1917             | 1924                      | Pierre Verdier                 |                             | Pharmacien                                                                                    |
| 1924             | 1932                      | Émile Suchon                   |                             | Industriel                                                                                    |
| 1932             | 27 juillet 1944           | Auguste Albertini              | MRSL puis RAD-SOC           | Professeur                                                                                    |
| 27 juillet 1944  | 6 décembre 1944           | Pierre Malafosse               |                             | Avocat                                                                                        |
| 6 décembre 1944  | 12 décembre 1944          | Louis Forges                   |                             | Employé des chemins de fer                                                                    |
| 12 décembre 1944 | 1947                      | Joseph Lazare                  | PCF                         | Ouvrier ébéniste, sénateur                                                                    |
| 1947             | 1953                      | Émile Ain                      |                             | Négociant                                                                                     |
| 1953             | 1967                      | Émile Claparède                | SFIO puis PRRS              | Commerçant                                                                                    |
| 1967             | 1977                      | Pierre Brousse                 | UDF-RAD                     | Chargé de mission, sénateur                                                                   |
| 1977             | 1983                      | Paul Balmigère                 | PCF                         | Ouvrier agricole, député de 1962 à 1968 et 1972 à 1986                                        |
| 1983             | 1989                      | Georges Fontès                 | PSD (avant mandat) puis RPR | Directeur de la CPAM et URSSAF, député, Secrétaire d'État aux anciens combattants (1986-1988) |
| 1989             | 1995                      | Alain Barrau                   | PS                          | Économiste, député                                                                            |
| 1995             | 2014                      | Raymond Couderc                | UDF / DL puis UMP           | Professeur d'université, Sénateur                                                             |
| 2014             | En cours (au 25 mai 2020) | Robert Ménard,                 | Soutiens DVD, FN et DLR     | Journaliste Président de la communauté d'agglomération Béziers Méditerranée                   |